# 日野徹
日野 徹（ひの とおる、1954年6月 - ）は、日本の地方公務員。さいたま市水道事業管理者を経て、さいたま市副市長。

## 人物・経歴
埼玉県大宮市（現さいたま市）出身。1979年日本大学法学部卒業、大宮市役所入庁。1999年大宮市経済部商工観光課観光係長。2000年大宮市市長公室広報課課長補佐。2003年さいたま市環境経済局環境部環境総務課主幹。2007年さいたま市浦和区役所民生活部コミュニティ課副参事。2010年さいたま市市長公室長。
2010年さいたま市理事（秘書・総合調整担当）。2013年 さいたま市水道事業管理者。2016年から木下達則の後任としてさいたま市副市長を務め、市長公室、総務局、市民局、区役所、さいたま市消防局、さいたま市水道局、さいたま市教育委員会事務局、選挙管理委員会事務局、人事委員会事務局、監査事務局を担当した。